# 醫院遊戲師
醫院遊戲師是一種職業，於醫院裡駐守，通常服務於兒科的病人。醫院遊戲師負責以玩具模擬醫療程序，令到病童能夠了解抽血及手術等程序，以減低病童的不安，亦可以為到醫護人員減輕輔導上的工作。
2012年，香港3名學生以3個多月的時間合作設計及製造了醫院遊戲師機械人，機械人可以與病童進行包、剪、揼遊戲及講讀兒童故事。機械人安裝了即時通訊軟件Skype，在需要時，病童可以與醫生透過視訊聊天及了解病情。機械人結構上包括了9個感應器及3部電腦，與伺服器連接。此外，機械人有顏色感應器及無線射頻識別系統，可以讓機械人按照著醫院內的分流路線進行巡邏。

## 相關參見
- 智樂兒童遊樂協會